# Horst Hoheisel
Horst Hoheisel (* 6. Dezember 1944 in Posen) ist ein deutscher bildender Künstler.

## Leben
Hoheisel studierte Forstwissenschaften in München und Göttingen sowie Kunst an der Kunstakademie München und der Kunsthochschule Kassel. Der Künstler lebte einige Zeit in einer Indiosiedlung der Yanomami im Orinoco-Amazonas-Gebiet und promovierte über das Regenwald-Ökosystem in Venezuela. Hoheisel lebt und arbeitet in Kassel. Er war 2012 Teilnehmer an der documenta 13.

## Künstlerische Arbeiten
Horst Hoheisel ist zusammen mit dem Architekten Andreas Knitz für seine künstlerischen Arbeiten, so genannte Negativ-Denkmale oder Counter-Monuments bekannt. Diese Erinnerungs-Werke an den Nationalsozialismus verstehen sich als „Erinnerungszeichen im öffentlichen Raum“. Ausstellungsorte sind u. a.:
- Deutsches Historisches Museum, Berlin
- Gedenkstätte Deutscher Widerstand, Berlin
- Jewish Museum, New York
- Jüdisches Museum Berlin
- Museu Lasar Segall, São Paulo
- Museum of Modern Art, New York
- Museumslandschaft Hessen Kassel und Aschrottbrunnen, Kassel
- Yad Vashem, Jerusalem
- Mahnmal Weißenau, Ravensburg

## Projekte
- Negative Memorial Aschrottbrunnen (Kassel 1986/87);
- The Artist as Katalysator of Memory Thought-Stones-Collection, (Kassel, Berlin, Munich 1986–1990);
- Holocaust-Memorial Brandenburger Tor Gate - The Memorial as a blank void (Berlin 1994/95);
- The Gateways of the Germans (Memorial for one night): Slide-Projection of the Auschwitz-Gate on the Brandenburger Tor (Berlin 27. Januar 1997)
- Gleis 13/14 – Das Gedächtnis der Gleise (Kassel 2015)

### In Zusammenarbeit mit Andreas Knitz

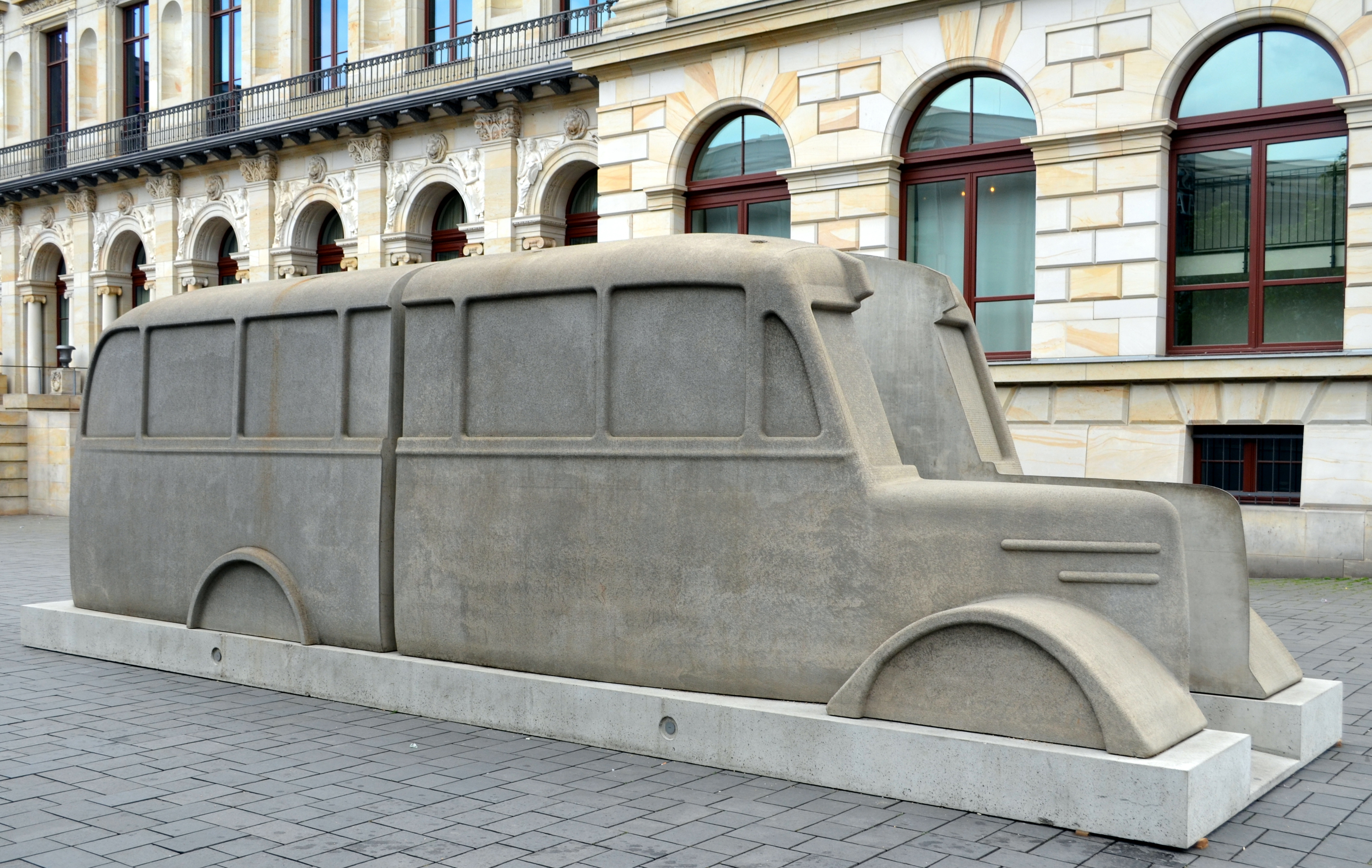
Braunschweig: Denkmal der grauen Busse vor dem Braunschweiger Schloss

- A memorial to a memorial (Buchenwald 1995)
- Crushed History - Zermahlene Geschichte (Weimar 1997–2002)
- GERMAN GROUND - German grounds (Frankfurt/Berlin 1998)
- 1752 × 12 kg produkt linz (Linz 2000)
- Arte da Memória (São Paulo 2001)
- MariAntonia / memoriAntonia (São Paulo 2002 und 2003)
- Pássaro Livre - Vogel Frei (São Paulo 2003)
- Das Denkmal der grauen Busse (ab 2006)
- Lesezeichen - Erinnerung an die Bücherverbrennung (Bonn 2013)

## Ausstellungen
- 1978 München, Lenbachhaus, Kunstforum
- 1983 Berlin, Pankehallen
- 1986 Köln, Moltkerei
- 1994 Jewish Museum, New York
- 1994 Deutsches Historisches Museum, Berlin; 1995 Stadtmuseum, München
- 1995 Duisburg, Innenhafen;
- 1998 Yad Vashem, Israel
- 2000 Stiftung DKM, Lehmbruck-Museum, Jewish community, Duisburg
- 2000 Museum of Modern Art, New York: Open Ends, Counter Monuments and Memory
- 2003 Fluchtweg Brandenburger Tor, Haus der Commerzbank Berlin
- 2003 Berlin Torlos, Jüdisches Museum Berlin
- 2003 LebensZeich-n-en, Museo Lasar Segall São Paulo

### Ausstellungen mit Andreas Knitz
- 1995 Museum für Sepulkralkultur, Kassel
- 1999 Crushed History - Art as a roundabout way, Thuringia Main State Archive Weimar
- 2000 Oberösterreichische Landesgalerie, Linz
- 2001 Arte da Memória, USP Maria Antonia São Paulo
- 2002 und 2003 MariAntonia / memoriAntonia, USP Maria Antonia São Paulo
- 2003 Pássaro Livre - Vogel Frei, Pinacoteca São Paulo